# Eranthis
Eranthis is een geslacht van acht soorten overblijvend kruiden uit de ranonkelfamilie (Ranunculaceae).

## Botanische beschrijving

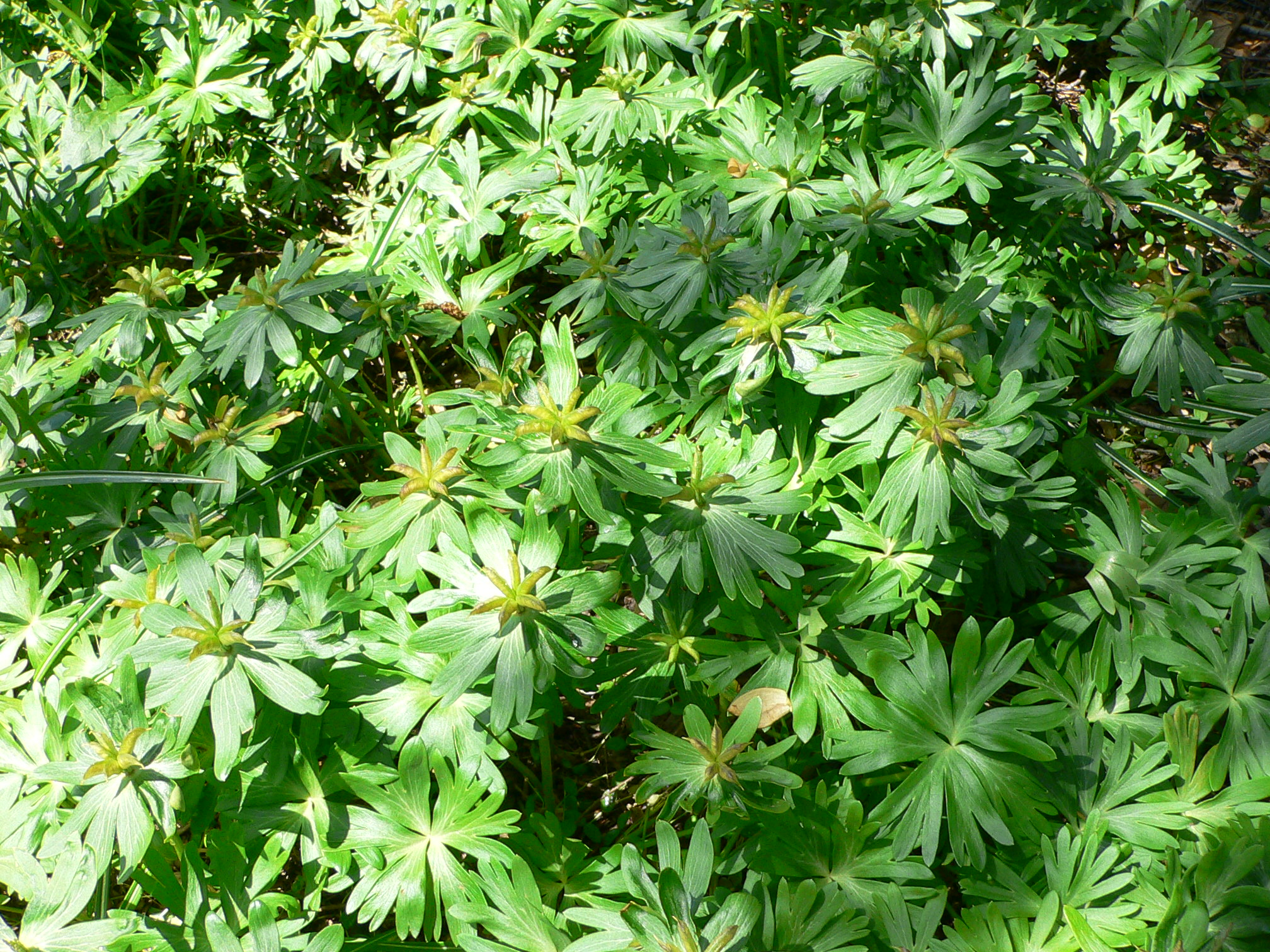
gebladerte aan het eind van de bloei

In milde klimaten of milde winters kan de bloei al in januari beginnen. De planten zijn sneeuw- vorstbestendig, maar wachten met opkomen zolang er een stevig pak sneeuw ligt.
De bladeren komen pas volledig uit wanneer de 5-8 cm brede bloemen al bijna uitgebloeid zijn.
Na twee tot drie maanden, aan het eind van het voorjaar heeft de plant voldoende voedsel verzameld, de kransvormig gerangschikte bladeren sterven dan af.
De planten profiteren in bossen van de zonneschijn gedurende de periode dat de bomen nog geen dicht bladerdek bezitten.
In droge streken sterven de bladeren niet af ten gevolge van het bladerdek van de bomen, maar wanneer de hete zomer de waterhoeveelheid beperkt.

## Verspreiding
Het geslacht komt van nature voor van Zuid-Europa en Oost-Azië tot in Japan. In de Benelux komt een soort voor: de winterakoniet (Eranthis hyemalis).

## Tuin
De winterakoniet is een populaire tuinplant ter afwisseling van het sneeuwklokje.
De soort komt niet alleen in België en Nederland voor, maar is in heel Noord-Europa en Noord-Amerika ingeburgerd.
Voor een goede ontwikkeling kunnen gekochte bolletjes voor ze geplant worden een nachtje in water weken.
Plant ze op een diepte van tweemaal de hoogte van de bol, en met een onderlinge afstand van 10-15 cm.
In humeuze, vochtige grond zullen de bolletjes zich goed vermeerderen.

## Toepassingen
Alle delen van de plant zijn giftig, vooral de bolletjes bevatten glycoside, een stof die de hartwerking beïnvloedt.
Tot de vergiftigingsverschijnselen behoren dan ook ademnood en een onregelmatige en langzame hartslag.
Door de zeer zure smaak is de kans op een vergiftiging klein.

## Taxonomie
Soorten
- Eranthis albiflora - West-China
- Eranthis cilicica - Zuidwest-Azië
- Eranthis hyemalis (winterakoniet) - Zuid-Europa
- Eranthis lobulata -  West-China
- Eranthis longistipitata - Centraal-Azië
- Eranthis pinnatifida - Japan
- Eranthis sibirica - Noord-Azië
- Eranthis stellata - Oost-Azië (Noord-China, Korea, Zuidoost-Rusland)